# Ottho Gerhard Heldringstichting

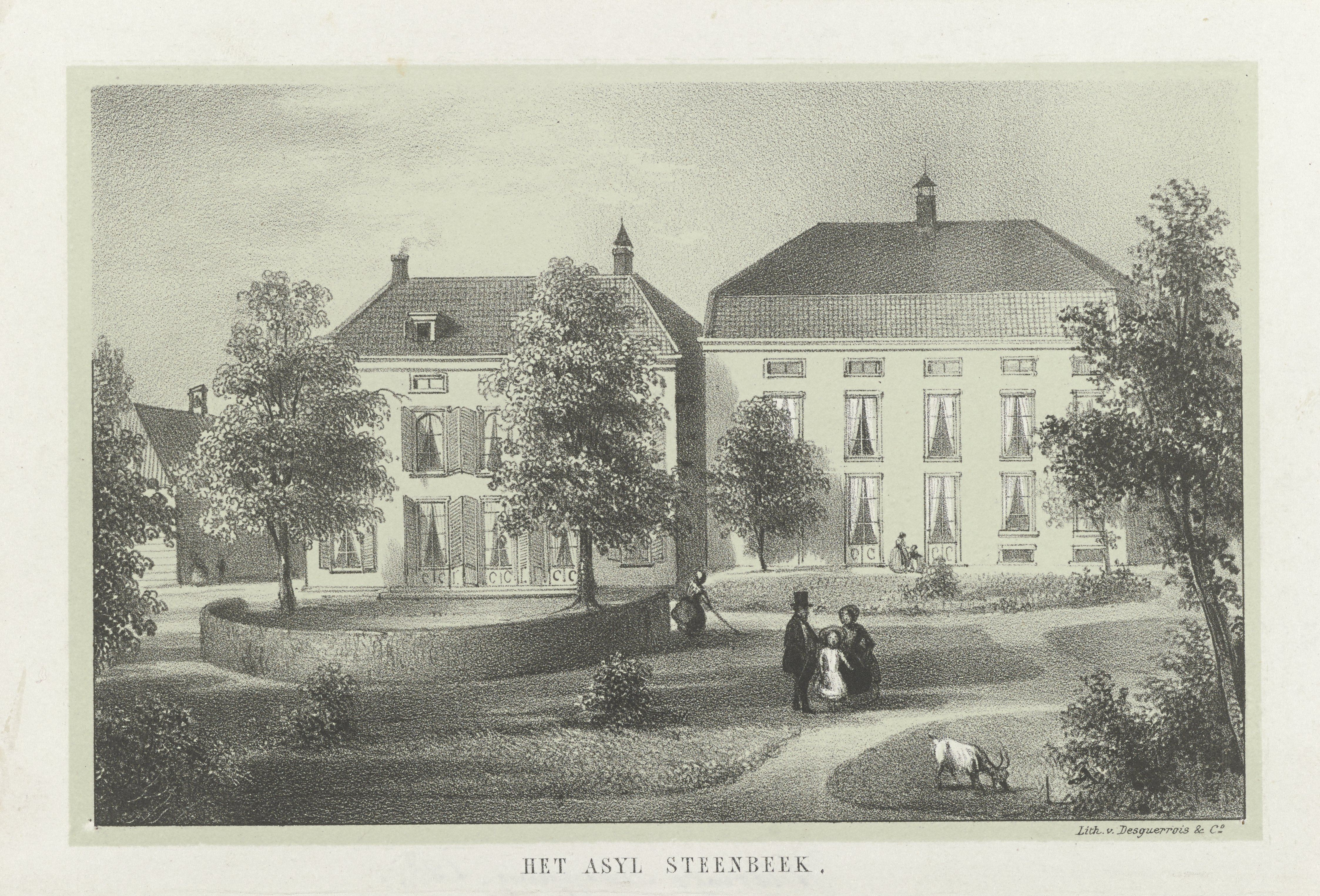
Het Asyl Steenbeek in 1848

De OG Heldringstichting is een particulier behandelcentrum voor observatie, verzorging, opvoeding, behandeling en begeleiding van jongeren met ernstige en gecompliceerde gedragsproblemen in Zetten.

## Geschiedenis
De Heldringgestichten werden in 1847 opgericht door dominee Ottho Gerhard Heldring, die betrokken was bij de christelijke beweging van het Réveil. Hij was tot zijn dood in 1876 de directeur. Daarna werd het werk overgenomen door Hendrik Pierson.
Het werk begon met het Asyl Steenbeek dat op 1 januari 1848 werd geopend en dat bedoeld was voor „gevallen vrouwen”: prostituees die bereid waren een nieuw leven te beginnen. Heldring werd hiervoor geïnspireerd na een bezoek aan een gevangenis voor vrouwen in Gouda, waar hij vreselijke toestanden zag. In Zetten konden de vrouwen twee jaar verblijven en leren lezen, schrijven en rekenen. Er was veel bijbelonderricht en zang; daarnaast hielpen de vrouwen fruit plukken en matten vlechten van roggestro. Aan het einde van het traject werd voor hen een werkhuis en onderdak gezocht. Asiel Steenbeek was gevestigd in een voormalige bierbrouwerij, die Heldring had kunnen aankopen met financiële steun van de Amsterdamse zakenman Piet van Eeghen, oprichter van de Vereniging voor de Opbeuring van Boetvaardige Gevallen Vrouwen. Die kon er in ruil Amsterdamse ex-prostituées onderbrengen voor wie de verleidingen van de grote stad te groot waren.
Vanaf 1861 werd er opvang geboden voor meisjes die het slachtoffer waren van een verwaarloosde opvoeding of die door hun ouders verstoten waren. In 1882 verrees het Magdalenahuis voor ongehuwde moeders, later gevolgd door het Kinderhuis. Van 1904 tot 1926 was Aagot Dudok van Heel directrice van beide huizen. Daarnaast ontstond ten slotte het werk ten behoeve van criminele en moeilijk opvoedbare kinderen. 
De Heldring-stichting kwam aan het eind van de 20e eeuw enkele malen in opspraak. In 1976 publiceerde een commissie onder voorzitterschap van prof. dr. Jos Dijkhuis (1929-2018) naar aanleiding van gemelde misstanden een rapport waarmee verder niets gebeurde. In 1989 werd na meldingen de directeur-psychiater H.O.Th. Finkensieper ontslagen en later tot gevangenisstraf veroordeeld voor seksueel misbruik van zijn pupillen, mede volgend op het rapport Zwartboek Zetten (1985) van de Belangenvereniging Minderjarigen.